# Révélation classique de l'Adami
 (décembre 2023).
Le titre de Révélation classique de l'Adami est une récompense décernée chaque année depuis 1997 à huit artistes classiques (quatre lyriques et quatre instrumentistes) par l'ADAMI. 

## Éditions

### 2023
- Alexandre Baldo, basse[1]
- Camille Chopin, soprano
- Marion Vergez-Pascal, mezzo-soprano
- Abel Zamora, ténor
- Anaïde Apelian, clarinette
- Tom Carré, piano
- Léo Ispir, violoncelle
- Sarah Jégou-Sageman, violon

### 2022
- Clarisse Dalles, soprano[2]
- Floriane Hasler, mezzo-soprano
- Imanol Iraola, baryton
- Thomas Ricart, ténor
- Samuel Bismut, piano
- Johannes Gray, violoncelle
- Mélanie Laurent, harpe
- Magdalena Sypniewski, violon

### 2021
- Claire Antoine, soprano[3]
- Paul Figuier, contre-ténor
- Brenda Poupard, mezzo-soprano
- Martin Queval, baryton-basse
- Raphaël Feuillâtre, guitare
- Ninon Hannecart-Ségal, piano
- Stéphanie Huang, violoncelle
- Paul Zientara, alto

### 2019
- Amandine Ammirati, soprano[4]
- Edwin Fardini, baryton
- Lise Nougier, mezzo-soprano
- Sahy Ratia, ténor
- Rafael Angster, basson
- Jérémy Garbarg, violoncelle
- Marie-Astrid Hulot, violon
- Vincent Mussat, piano

### 2018
- Hélène Carpentier, soprano[5]
- Julien Henric, ténor
- Éléonore Pancrazi, mezzo-soprano
- Timothée Varon, baryton
- Raphaël Jouan, violoncelle
- Rodolphe Menguy, piano
- Joséphine Olech, flûte
- Alexandre Pascal, violon

### 2017
- Marianne Croux, soprano 	[5]
- Ambroisine Bré, mezzo-soprano
- Kaëlig Boché, ténor
- Jean-Christophe Laniece, baryton
- Jonathan Fournel, pianiste
- Manuel Vioque-Judde, altiste
- Caroline Sypniewski, violoncelliste
- Nicolas Ramez, corniste

### 2016
- Jérôme Boutillier, baryton[5]
- Anna Göckel, violoniste
- Justine Métral, violoncelliste
- Marie Perbost, soprano
- Philibert Perrine, hautboïste
- Blaise Rantoanina, ténor
- Tanguy de Williencourt, pianiste
- Eva Zaïcik, mezzo-soprano

### 2015
- Fabien Hyon, ténor[5]
- Nathanaël Tavernier, basse
- Pauline Texier, soprano
- Catherine Trottmann, mezzo-soprano
- Hildegarde Fesneau, violoniste
- Josquin Otal, pianiste
- Bruno Philippe, violoncelliste
- Amaury Viduvier, clarinettiste

### 2014
- Adrien Boisseau, alto[5]
- Eloïse Bella Kohn, piano
- Enguerrand De Hys, ténor
- Armelle Khourdoïan, soprano[6]
- Lomic Lamouroux, basson
- Héloïse Mas, mezzo-soprano
- Aurélien Pascal, violoncelle
- Anas Seguin, baryton

### 2013
- Irène Duval, violon[5],[7]
- Mathieu Gardon, baryton
- Marie-Laure Garnier, soprano
- Yann Levionnois, violoncelle
- Rémy Mathieu, ténor
- Ahlima Mhamdi, mezzo-soprano
- Guillaume Sigier, piano
- Olivier Stankiewicz, hautbois

### 2012
- Magali Arnault Stanczak, soprano[5]
- Florian Cafiero, ténor
- Eve-Maud Hubeaux, mezzo-soprano
- Benjamin Mayenobe, baryton
- Mathilde Caldérini, flûte
- Sélim Mazari, piano
- Edgar Moreau, violoncelle
- Solenne Païdassi, violon[8]

### 2011
- Kévin Amiel, ténor[5]
- Marianne Crebassa, mezzo-soprano
- Sabine Devieilhe, soprano
- Jean-Gabriel Saint-Martin, baryton
- Gabriel Bianco, guitariste
- Romuald Grimbert-Barré, violoniste
- Yannaël Quenel, pianiste
- Louis Rodde, violoncelliste

### 2010
- Clémence Barrabé, soprano[5]
- Luc Bertin-Hugault, baryton-basse
- Aude Extrémo, mezzo-soprano
- Abdellah Lasri, ténor
- Fanny Robilliard, violoniste
- Alexandre Souillart, saxophoniste
- Camille Thomas, violoncelliste
- Guillaume Vincent, pianiste

### 2009
- Julien Behr, ténor[5]
- Mélanie Brégant, accordéon
- Florent Chrapentier, clarinette
- Alexandre Duhamel, baryton
- Julie Fuchs, soprano
- Saténik Khourdoian, violon
- Marion Platero, violoncelle
- Pauline Sabatier, mezzo-soprano